# Všechna sláva polní tráva
Všechna sláva polní tráva (v anglickém originále Hello Gutter, Hello Fadder) je 6. díl 11. řady (celkem 232.) amerického animovaného seriálu Simpsonovi. Scénář napsal Al Jean a díl režíroval Mike B. Anderson. V USA měl premiéru dne 14. listopadu 1999 na stanici Fox Broadcasting Company a v Česku byl poprvé vysílán 13. listopadu 2001 na stanici ČT1.

## Děj
Homer přichází do práce velmi pozdě, protože spal více než den. Za trest za jeho zpoždění ho donutí pan Burns sníst v temné místnosti toxický odpad. Přijdou Lenny a Carl a pozvou Homera na bowling. Homer lže Marge do telefonu, že se nemohl zúčastnit Maggiina čajového dýchánku, protože v továrně došlo k havárii, a Lenny byl hospitalizován. Homer pak jde s Lennym a Carlem na bowling, zahraje kuželky na 300 a dostane se do večerních zpráv, čímž si vyslouží pozornost celého města. Díky tomuto úspěchu se Homer stává celebritou a objevuje se v pořadu Springfieldští čtveráci. Vystoupení skončí katastrofálně, když se Homer porve s dalším slavným hostem Ronem Howardem, což vede Kenta Brockmana k lítosti, že do pořadu pozval takovou „chuťovku měsíce“, jako je Homer. Homer je odhodlán prodloužit si svou chvilku v záři reflektorů a pokusí se vystoupit během speciálního pořadu Penn & Teller. To se mu také vymstí, protože Penn ho vyžene z pódia s kuší (a nechá Tellera pomalu klesat do nádoby plné žraloků). 
Homerových 15 minut slávy pomine a podle zábavního zpravodajství se z něj stane „včerejší zpráva“. V obavách, že jeho život dosáhl vrcholu, se pokusí spáchat sebevraždu skokem z vysoké budovy, ale Otto, který skáče bungee jumping, ho zachrání. Homer je vděčný za to, že žije, a poté, co vidí Rona Howarda, jak bere své děti do zoologické zahrady, věnuje svůj život dětem. Snaží se, ale nedaří se mu navázat kontakt s Bartem, který už má otcovskou figuru ve stavebních dělnících, internetu a Nelsonu Muntzovi, a Lízou, která je pro něj příliš intelektuální, a tak se rozhodne trávit více času s Maggie. Snaží se ji naučit plavat, ale ona mu nevěří a do vody nevleze. Když Homer vezme Maggie na pláž, strhne ho během odlivu vlnobití a málem se utopí. Maggie k němu doplave a vytáhne ho na břeh. Za jeho záchranu Homer pozve Maggie na kuželky a zahraje perfektně, ale Homer ji potrestá za to, že překročila čáru faulu. 

## Produkce
Díl byl původně vysílán na stanici Fox ve Spojených státech 14. listopadu 1999. Dne 7. října 2008 vyšel na DVD jako součást boxu „The Simpsons – The Complete Eleventh Season“. Na audiokomentáři k epizodě na DVD se podíleli členové štábu Mike Scully, Al Jean, George Meyer, Ian Maxtone-Graham, Matt Selman a Mike B. Anderson. Na DVD byly také zařazeny smazané scény z epizody.
V epizodě hostovali Penn & Teller, Ron Howard, Pat O'Brien a Nancy O'Dellová. Howard již dříve hostoval v Simpsonových jako on sám v epizodě Dojezdy pro hvězdy z roku 1998. Původně se měl objevit v epizodě Homerem zapomenuté děti z roku 2001, ale z neznámých důvodů od toho upustil.
Autorka knihy Ron Howard: From Mayberry to the Moon… and Beyond z roku 2003 Beverly Grayová poznamenala, že tím, že Howard v těchto epizodách hrál sám sebe, „znovu ukázal, že se dokáže vysmát své vlastní postavě veřejně. Jeho účinkování v Simpsonových také naznačuje, jak moc zůstává americkou ikonou i dlouho po skončení své herecké kariéry. Je skutečně vzácné, aby byl režisér nebo producent tak okamžitě rozpoznatelný jako většina hollywoodských hvězd.“

## Kulturní odkazy
V epizodě se objevuje několik odkazů na populární kulturu. Název je narážkou na píseň „Hello Muddah, Hello Fadduh“ komika Allana Shermana, která byla dříve použita v epizodě Nemáš se čím chlubit, Marge. Springfieldští čtveráci (anglicky Springfield Squares) je parodií na pořad Hollywood Squares. Scéna, ve které Homer zahraje strike, který mu vyhraje perfektní hru, přebírá mnoho prvků z filmu Roberta Redforda Přirozený talent (1984), včetně záblesků kamery, hudby a zpomalených záběrů. 
Když Homer prochází ulicemi a uvažuje o sebevraždě, zpívá si píseň The Doors „The End“. Na zadní straně krabice od cereálií, ze které snídá, hraje Homer hru „Kde je Waldo?“. Zatímco hraje, Waldo prochází kolem okna za ním. Poté, co Homer zahraje dokonalou hru, vytáhne seznam „Než umřu, chci…“ a odškrtne si položku „zahrát perfektní hru“. Pod ní je uvedena položka „vidět Stevie Nicks nahou", která byla zaškrtnuta třikrát. Stevie Nicks je zpěvačka a členka skupiny Fleetwood Mac. 
Paní Krabappelová čte „učitelské vydání“ románu Strach z létání z roku 1973. Když Homer a Otto sestupují po bungee laně do podzemí, míjejí tři podzemní spolky: Morlocky (z filmu Stroj času z roku 1960), C.H.U.D.y (z filmu C.H.U.D. z roku 1984) a Krtčí lidi (z filmu Krtčí lidé z roku 1956). 
Když Maggie vyplave, aby zachránila Homera před utonutím v oceánu, hraje hlavní znělka z filmu Victory at Sea.

## Kritika
Při recenzování jedenácté série Simpsonových se Colin Jacobson z DVD Movie Guide vyjádřil, že „v této epizodě se o Maggie mluví jako o ‚zapomenuté Simpsonové‘ a nedělají si legraci. Málokdy se jí dostává větší pozornosti, a to z dobrého důvodu: do seriálu toho moc nepřináší. V epizodě se sice najde pár úsměvných momentů – zejména během zábavného kousku, který si utahuje z filmu Přirozený talent –, ale její příběh jako by se motal všude možně. Epizody s Maggie jsou vzácné – a málokdy velmi dobré. To platí i pro tento díl.“
Kritik serveru Den of Geek Mark Oakley však ve své recenzi jedenácté série Simpsonových napsal, že „se v ní najde několik skvělých epizod“ jako například Všechna sláva polní tráva, kterou označil za „vrchol“.